# 愛と幻想のファシズム
『愛と幻想のファシズム 』（あいとげんそうのファシズム）は、村上龍の政治経済小説。「週刊現代」に1984年1月から1986年3月まで連載され、単行本は講談社から1987年に出版された。1990年には文庫化されている。

## あらすじ
カナダで狩猟を生活の一部としていた鈴原冬二は、日本帰国の直前に寄ったアラスカの酒場で飲んだくれていた日本人のゼロと出会う。トウジはゼロに誘われ、日本に帰国し独裁者としての頭角を現す。当初は挑戦的なCMを出し注目を集め、世界経済が恐慌に向かい日本が未曽有の危機を迎えると政治結社「狩猟社」を結成し大衆の支持を集めるようになる。国内の敵対勢力を手段を選ばず叩き潰して勢力を拡大するとともに、世界の再編成に乗り出した多国籍企業集団「ザ・セブン」による日本の属国化を阻止するために行動する。
まず自衛隊にダミー･クーデターを起こさせ国会議事堂、首相官邸などを占拠させた。それから間もなく人質の解放と武装解除の交渉のためにテレビに登場し、そこで米ソの世界再編成の陰謀を暴露した。その後、国会は解散し総選挙で革新政権を誕生させて崩壊させた。そしてこのような混乱状態のなか鈴原冬二と狩猟社だけが唯一の国民の希望の星となる。その間にイスラエルと秘密協定を結びプルトニウムを手に入れ戦術核を製造、配備し、同時にハッカーたちによって情報を混乱させアメリカの牽制に成功する。
最終的には、米ソと対等の地位を手に入れ、世界からも一目置かれるようになる。

## 登場人物
鈴原冬二（トウジ）
主人公。カリスマ。この物語の語り手。政治結社「狩猟社」の党首。ハンターであり、その経験から独自の弱肉強食の狩猟原理を説く。その決断力と得体の知れない魅力で人々を引き付ける。最終的には実質的な日本の独裁者になった。フィジカルな強さを象徴する。
相田剣介（ゼロ）
ニヒリスト。インディーズ映画監督。自身に絶望していた。トウジとアラスカで出会い、世に送り出す。狩猟社設立後はその参謀として活躍するが、システムを壊すはずの狩猟社がシステムの傀儡になっている事を悟り、自暴自棄になる。スキャンダルが発覚時、社内では粛清も検討されたが、トウジに宣伝部長を任されたことを機に社内の柱として復帰する。以降は精力的に行動していたものの、彼の心中は満たされていなかった。劇中、価値観がトウジによって変わらない唯一の人物。その全ては自己愛にあった。
千屋裕之
狩猟社幹部。極左。経済学から生物学まで幅広い知識をもつ。
洞木紘一
狩猟社幹部。新右翼。元科学雑誌の編集者。狩猟社の行動計画を立案する。トウジが唯一「さん」付けで呼ぶ狩猟社の幹部だが、ゼロ粛清案が出た際に軽蔑もされている。頭脳明晰、冷静沈着。ただプレッシャーがかかる場面では動揺も見せ、その度にトウジに落ち着く様促される。自身を強者と定義しているが、脆さを見せるシーンも垣間見える。
山岸良治
横浜でのトウジとの邂逅を経て、彼の剣となることになった少年。初期は狩猟社を影から援護する武装集団、のちに表社会に浮上し狩猟社の私設軍隊となった「クロマニヨン」のリーダー。戦闘能力が高く暗殺などの任務は確実に遂行する。またトウジ同様にカリスマ性もあり、狩猟社での人気は彼に次ぐ二番手である。トウジ自身も山岸には一目を置いており、全幅の信頼を寄せている模様。
高榎通孝
大蔵省の官僚。狩猟社のシンパ。各省庁内にトウジのシンパとなる官僚集団をつくりあげる。トウジが日本の独裁者になった時のために2,000近い新しい法案を作成する。
片山敏治
狩猟社幹部。精神病院院長。時田史郎の廃人化等に関与する。以後、トウジの計画に賛同、陰謀に使用する最先端の薬物などを供給する。
ジェローム･ウィッツ
ザ・セブンの実質的な総帥。金髪、長身の美男子でありハンター。煙草は吸わない。
トマス･ウインチェル
ザ・セブンの日本支部長。初期に狩猟社に政治資金を献金。最後はウィッツの代弁者となる。ヨーロッパのある村でしか作られない葉巻を好んで吸う。
フルーツ
調香師であり、ゼロの恋人。後にトウジとも関係を持つ。ゼロが死んだあとは消息が分からない。欲望の対象、雌鹿の象徴。
時田史郎
実業家。アパレル企業「ザ・マン」の経営者であり、高級会員制クラブ「セレブレティ」を作った人物。関東進出の手段の為、狩猟社のビデオソフトを使用した。その後、狩猟社の初期のスポンサーとなった。不況で事業が生き詰まり、手段を選ばないトウジたちに怖気づいて手を引こうとしたため廃人にされ強制入院させられた挙句、財産を没収された。
万田正臣
社会新党委員長。ダミー･クーデター後に誕生した革新政権の首相。日本という運営システムに絶望している。謎の多い人物。時田と同様、薬物で廃人にされ、実質的に引退させられる。

## 用語
狩猟社
政治結社。党首のトウジが説く狩猟原理に基づいたファシスト集団。現実的な政治綱領としては憲法改正、適者適存、再軍備を掲げる。発足直後から7万人もの老若男女が入党し、物語の終盤には30万人にまで増加する。
クロマニヨン
狩猟社の武装行動部隊。トウジによって命名された。元々は山岸良治を中心とした4人の少年グループの地下組織だった。社会不安が顕著になり狩猟社が力を持つと現実世界に浮上、厳しい規律と訓練で世界にその名をとどろかす大規模私設軍隊になった。党幹部の警護はもちろん、デモ鎮圧、暗殺、敵対勢力の抹殺などを行なう。シャノンからの依頼で工場施設の警備にも当たったことがあった。名前の由来はネアンデルタール人を絶滅させ、その後、忽然と姿を消したとされるクロマニヨン人から。
ザ・セブン
世界恐慌時に結成されたあらゆる国家をしのぐ力を持つ巨大企業グループ。アメリカ議会など各国の政府に強い影響力を持つ。恐慌を影で演出し世界をザ・セブンのコントロール下に置くべく画策する。その思想は、世界的な経済同盟の樹立。

## 備考
- 新世紀エヴァンゲリオンの登場人物 - 本作に由来する登場人物名が、名前だけの脇役も含めて多数設定されている。